# Čabar

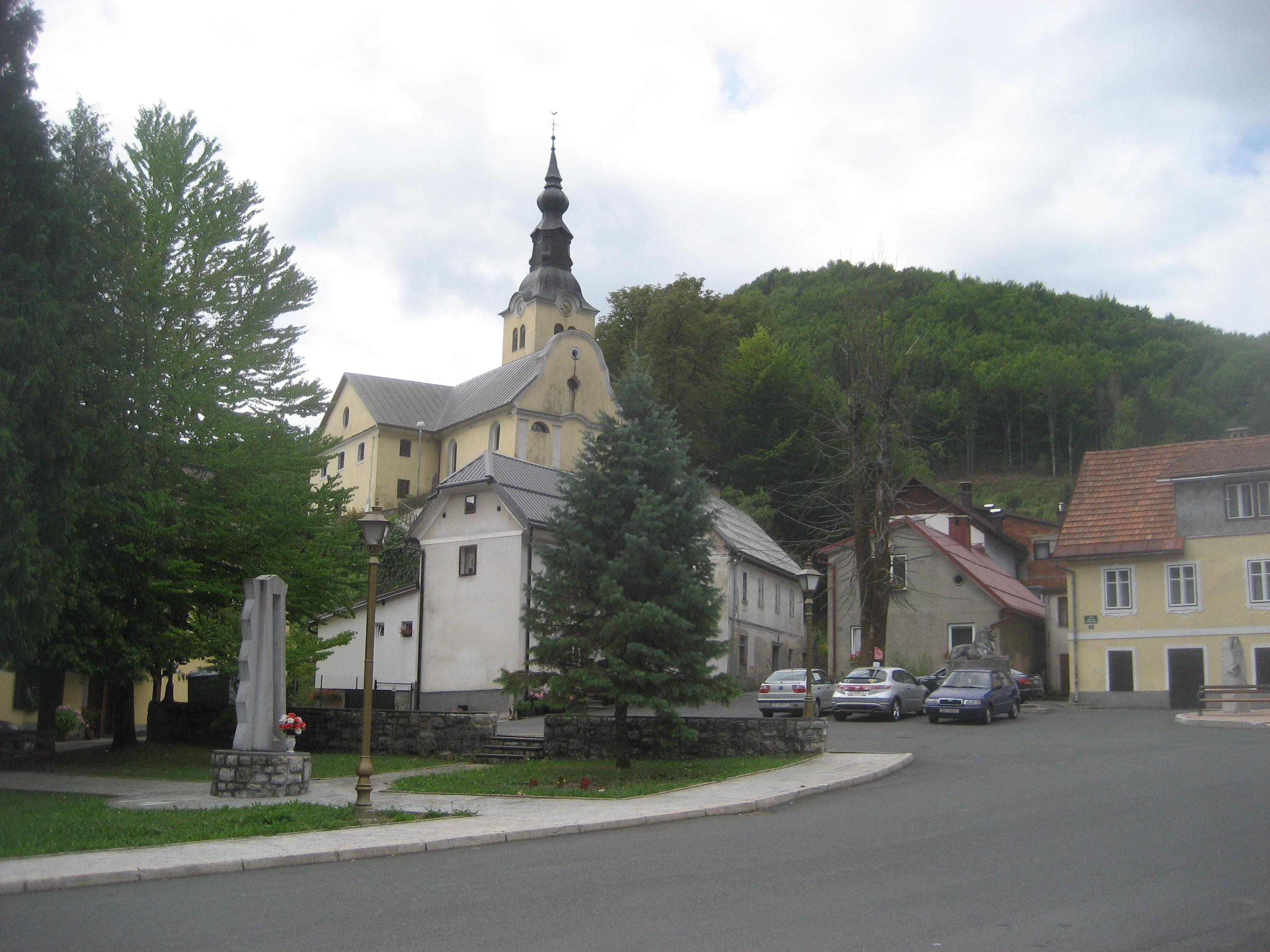
Kostel v Čabaru

Čabar je malé město v Chorvatsku v Přímořsko-gorskokotarské župě. Nachází se v horském regionu Gorski Kotar, těsně u slovinských hranic, nejbližší chorvatské město je 46 km jihovýchodně vzdálená Delnice. Se svými 412 stálými obyvateli v roce 2011 je Čabar nejmenším oficiálním chorvatským městem. Je městem i přes to, že se v jeho vlastní opčině nacházejí tři větší vesnice.
Čabar je také sídlem stejnojmenné opčiny, která, včetně města samotného, zahrnuje 41 sídel:
- Bazli – 5 obyvatel
- Brinjeva Draga – 5 obyvatel
- Crni Lazi – 117 obyvatel
- Čabar – 412 obyvatel
- Donji Žagari – 8 obyvatel
- Fažonci – 0 obyvatel
- Ferbežari – 32 obyvatel
- Gerovo – 689 obyvatel
- Gerovski Kraj – 95 obyvatel
- Gorači – 99 obyvatel
- Gornji Žagari – 83 obyvatel
- Hrib – 109 obyvatel
- Kamenski Hrib – 6 obyvatel
- Kozji Vrh – 60 obyvatel
- Kraljev Vrh – 14 obyvatel
- Kranjci – 4 obyvatelé
- Lautari – 16 obyvatel
- Lazi – 55 obyvatel
- Makov Hrib – 103 obyvatel
- Mali Lug – 79 obyvatel
- Mandli – 39 obyvatel
- Okrivje – 2 obyvatelé
- Parg – 87 obyvatel
- Plešce – 140 obyvatel
- Podstene – 17 obyvatel
- Požarnica – 1 obyvatel
- Prezid – 740 obyvatel
- Prhci – 12 obyvatel
- Prhutova Draga – 3 obyvatelé
- Pršleti – 0 obyvatel
- Ravnice – 39 obyvatel
- Selo – 41 obyvatel
- Smrečje – 71 obyvatel
- Smrekari – 9 obyvatel
- Sokoli – 10 obyvatel
- Srednja Draga – 43 obyvatel
- Tropeti – 12 obyvatel
- Tršće – 342 obyvatel
- Vode – 35 obyvatel
- Vrhovci – 110 obyvatel
- Zamost – 26 obyvatel

Dříve byla součástí opčiny i vesnice Zbitke, ve které žilo 85 obyvatel, v roce 2001 se však stala součástí vesnice Prezid.
Největším sídlem je Prezid (740 obyvatel), následuje Gerovo (689 obyvatel) a potom až teprve Čabar (412 obyvatel). Nejmenšími vesnicemi jsou opuštěné vesnice Fažonci a Pršleti. Počet obyvatel opčiny i města samotného pravidelně klesá.